# 中継国際放送
中継国際放送（ちゅうけいこくさいほうそう）とは、基幹放送の一種である。

## 定義
放送法第2条第8号に「外国放送事業者（外国において放送事業を行う者をいう。）により外国において受信されることを目的として国内の放送局を用いて行われる放送」と定義している。 
総務省令基幹放送局の開設の根本的基準第2条第5号にも同様に定義しており、放送法施行規則別表第5号第1国内放送等の基幹放送の区分(3)にも区分されている。

## 開設の基準
実施する基幹放送局を開設するときの基準は、基幹放送局の開設の根本的基準第4条の2による。
中継国際放送を行う基幹放送局は、次の各号の条件を満たすものでなければならない。
1. その局により中継国際放送を行うことが我が国の国際放送の受信改善を図る上で必要であること。
2. 中継国際放送を行うための十分な計画を有し、かつ、これを確実に実施することができるものであること。

## 実際
外国の放送事業者の送信所を用いて日本の国際放送をする見返りに、その放送事業者の国際放送を日本の送信所から放送を行うものである。1988年（昭和63年）放送法改正により定義された。放送法第20条第2項第1号により日本放送協会（NHK）が実施するものとしている。
1988年4月よりカナダ放送協会（CBC）とラジオ・フランス・インターナショナル（RFI）および1993年（平成5年）4月より英国放送協会（BBC）とNHKとの間に協定が結ばれ八俣送信所より実施していたが、
RFIは2006年10月、BBCは2008年10月、CBCは2012年6月に廃止した。
これにより、基幹放送局も廃止された。